# کژوووولکا-کولونگا
کژوووولکا-کولونگا (به لهستانی:  Krzywowólka-Kolonia) یک روستا در لهستان است که در گمینا سواواتچه واقع شده‌است.